# Джонсон, Сэм (либерийский футболист)
Сэм Джонсон (англ. Sam Garyahzon Johnson; род. 6 мая 1993, Ганта, Нимба) — либерийский футболист, нападающий.

## Клубная карьера
Джонсон начал играл за команду своей деревни, затем перебрался в клуб третьего дивизиона Либерии «Нью Дрим». В кубковом матче Сэм забил два гола в ворота клуба Либерийской Премьер-лиги «Нимба», которые были настолько впечатлены его игрой, что в итоге подписали с ним контракт.
В 2011 году Джонсон поехал на просмотр в норвежский клуб «Хёугесунн». Он не произвёл на руководство должного впечатления и ему предложили для начала подписать контракт с молодёжной командой, вместо этого он подписал контракт с шведским клубом «Далкурд». Он провёл там несколько месяцев, не имея возможности играть из-за проблем с разрешением на работу. Джонсон остался в Швеции и играл в четвёртом по уровню дивизионе (2-й шведский дивизион) за «Ассириска Фёренинген и Норрчёпинг» во второй половине сезона 2011 года.
В следующем сезоне Джонсон сначала играл в пятом по уровню дивизионе (3-й шведский дивизион) за «Ювентус Вестерос», а затем вновь в четвёртом (2-й шведский дивизион) за «Хернёсанд», в составе которого был удостоен звания лучшего полузащитника лиги.
Перед началом сезона 2013 года Джонсон был на просмотре в клубе второго по силе шведского дивизиона (Суперэттан) «Йёнчёпингс Сёдра», но команде не подошёл. Вместо этого он подписал трёхлетний контракт с клубом третьего по силе дивизиона (1-й шведский дивизион) «Фрей». Уже в своём втором сезоне Джонсон, который стал играть на позиции нападающего, стал лучшим бомбардиром команды, а «Фрей» добился права выступать в Суперэттан. В декабре 2014 года клуб высшего шведского дивизиона (Аллсвенскан) «Юргорден» объявил о подписании четырёхлетнего контракта с Джонсоном.
В Аллсвенскан Сэм дебютировал 5 апреля 2015 года в матче против «Эльфсборга». А свой первый гол забил уже 13 апреля в матче против «Хаммарбю». После успешного первого сезона, в котором Джонсон забил 10 мячей, «Юргорден» отклонил предложение от «Бордо» о покупке форварда за 22 миллионов шведских крон.
В мае 2016 года появилась информация, что к Джонсону проявляет интерес московский «Спартак», а также «Севилья» и «Селтик», но, в итоге, Сэм перешёл в китайский клуб «Ухань Чжоэр».
В январе 2018 года присоединился к норвежской «Волеренге», заключив контракт на три с половиной года.
4 февраля 2019 года Джонсон перешёл в клуб MLS «Реал Солт-Лейк», подписав контракт по правилу назначенного игрока. За РСЛ дебютировал 2 марта в матче первого тура сезона против «Хьюстон Динамо», выйдя на замену на 67-й минуте вместо Кори Бэрда. 13 апреля в матче против «Орландо Сити» забил свой первый гол за РСЛ. 31 октября 2020 года Джонсон и «Реал Солт-Лейк» расторгли контракт по взаимному согласию сторон.

## Карьера в сборной
Джонсон играл за сборную Либерии до 23 лет в 2011 году, за которую забил шесть мячей в восьми играх. С 2015 года выступает за основную сборную.

## Статистика

### Клубная
| Клуб            | Сезон    | Лига                  | Чемпионат     | Чемпионат     | Кубок          | Кубок          | Международные | Международные | Всего | Всего |
| Клуб            | Сезон    | Лига                  | Игры          | Голы          | Игры           | Голы           | Игры          | Голы          | Игры  | Голы  |
| Швеция          | Швеция   | Швеция                | Лига          | Лига          | Кубок Швеции   | Кубок Швеции   | Еврокубки     | Еврокубки     | Всего | Всего |
| --------------- | -------- | --------------------- | ------------- | ------------- | -------------- | -------------- | ------------- | ------------- | ----- | ----- |
| Ассириска ИФ КФ | 2011     | 2-й шведский дивизион | 5             | 1             | —              | —              | —             | —             | 5     | 1     |
| Ювентус ИФ      | 2012     | 3-й шведский дивизион | 10            | 4             | —              | —              | —             | —             | 10    | 4     |
| Хернёсанд ФФ    | 2012     | 2-й шведский дивизион | 9             | 5             | —              | —              | —             | —             | 9     | 5     |
| ИК Фрей         | 2013     | 1-й шведский дивизион | 25            | 5             | 2              | 0              | —             | —             | 27    | 5     |
| ИК Фрей         | 2014     | 1-й шведский дивизион | 25            | 12            | 2              | 1              | —             | —             | 27    | 13    |
| Юргорден ИФ     | 2015     | Аллсвенскан           | 29            | 10            | 3              | 0              | —             | —             | 32    | 10    |
| Юргорден ИФ     | 2016     | Аллсвенскан           | 12            | 7             | 3              | 0              | —             | —             | 15    | 7     |
| Китай           | Китай    | Китай                 | Лига          | Лига          | Кубок КФА      | Кубок КФА      | Азия          | Азия          | Всего | Всего |
| Ухань Чжоэр     | 2016     | Цзя-А                 | 11            | 6             | —              | —              | —             | —             | 11    | 6     |
| Ухань Чжоэр     | 2017     | Цзя-А                 | 15            | 5             | —              | —              | —             | —             | 15    | 5     |
| Норвегия        | Норвегия | Норвегия              | Лига          | Лига          | Кубок Норвегии | Кубок Норвегии | Еврокубки     | Еврокубки     | Всего | Всего |
| Волеренга       | 2018     | Элитсериен            | 24            | 11            | 4              | 1              | —             | —             | 28    | 12    |
| США             | США      | США                   | Лига+Плей-офф | Лига+Плей-офф | Кубок США      | Кубок США      | КОНКАКАФ      | КОНКАКАФ      | Всего | Всего |
| Реал Солт-Лейк  | 2019     | MLS                   | 24+2          | 9+0           | 1              | 0              | —             | —             | 27    | 9     |
| Реал Солт-Лейк  | 2020     | MLS                   | 7+3           | 1+0           | 0              | 0              | —             | —             | 10    | 1     |
| Малайзия        | Малайзия | Малайзия              | Лига          | Лига          | Кубок Малайзии | Кубок Малайзии | Азия          | Азия          | Всего | Всего |
| Сабах           | 2021     | Суперлига             | 10            | 2             | 0              | 0              | —             | —             | 10    | 2     |
| Швеция          | Швеция   | Швеция                | Лига          | Лига          | Кубок Швеции   | Кубок Швеции   | Еврокубки     | Еврокубки     | Всего | Всего |
| Мьельбю АИФ     | 2021     | Аллсвенскан           | 0             | 0             | 0              | 0              | —             | —             | 0     | 0     |
| Всего           | Всего    |                       | 210           | 78            | 17             | 3              | —             | —             | 227   | 81    |

### Сборная
| Либерия | Либерия | Либерия |
| Год     | Игр     | Голов   |
| ------- | ------- | ------- |
| 2015    | 6       | 0       |
| 2016    | 3       | 1       |
| 2017    | 0       | 0       |
| 2018    | 3       | 1       |
| 2019    | 4       | 1       |
| Всего   | 16      | 3       |